# Chicago Marathon 1983
De Chicago Marathon 1983 werd gelopen op zondag 16 oktober 1983. Het was de 7e editie van de Chicago Marathon. De Keniaan Joseph Nzau kwam als eerste over de streep in 2:09.44,3. De Portugese Rosa Mota won bij de vrouwen in 2:31.12.

## Uitslagen

### Mannen
| rang   | naam             | land | tijd      |
| ------ | ---------------- | ---- | --------- |
| Goud   | Joseph Nzau      | KEN  | 2:09.44,3 |
| Zilver | Hugh Jones       | ENG  | 2:09.44,8 |
| Brons  | Simon Kigen      | KEN  | 2:10.51   |
| 4      | Agapius Masong   | TAN  | 2:11.57   |
| 5      | Christoph Herle  | GER  | 2:12.15   |
| 6      | Gianni Poli      | ITA  | 2:12.34   |
| 7      | Thomas Raunig    | USA  | 2:12.55   |
| 8      | Gabriel Kamau    | KEN  | 2:14.20   |
| 9      | Jeff Wells       | USA  | 2:15.45   |
| 10     | Henrik Jorgenson | DEN  | 2:15.59   |

### Vrouwen
| rang   | naam              | land | tijd    |
| ------ | ----------------- | ---- | ------- |
| Goud   | Rosa Mota         | POR  | 2:31.12 |
| Zilver | Jacqueline Gareau | CAN  | 2:31.36 |
| Brons  | Dorthe Rasmussen  | DEN  | 2:31.45 |
| 4      | Anne Audain       | NZL  | 2:32.15 |
| 5      | Karen Dunn        | USA  | 2:34.24 |
| 6      | Lisa Rainsberger  | USA  | 2:34.55 |
| 7      | Ann- Marie Malone | CAN  | 2:36.23 |
| 8      | Nancy Conz        | USA  | 2:36.44 |
| 9      | Rita Marchisio    | ITA  | 2:37.29 |
| 10     | Carol McLatchie   | USA  | 2:37.57 |
| 11     | Linda Begley      | USA  | 2:39.21 |
| 12     | Joyce Smith       | ENG  | 2:39.43 |

1977 ·
1978 ·
1979 ·
1980 ·
1981 ·
1982 ·
1983 ·
1984 ·
1985 ·
1986 ·
1987 ·
1988 ·
1989 ·
1990 ·
1991 ·
1992 ·
1993 ·
1994 ·
1995 ·
1996 ·
1997 ·
1998 ·
1999 ·
2000 ·
2001 ·
2002 ·
2003 ·
2004 ·
2005 ·
2006 ·
2007 ·
2008 ·
2009 ·
2010 ·
2011 ·
2012 ·
2013 · 
2014 · 
2015 · 
2016 · 
2017 · 
2018 · 
2019 · 
2021 · 
2022 · 
2023